# Platysoma latimarginatum
Platysoma latimarginatum är en skalbaggsart som beskrevs av Lewis 1899. Platysoma latimarginatum ingår i släktet Platysoma och familjen stumpbaggar. Inga underarter finns listade i Catalogue of Life.